# Simmern
Simmern es un municipio y la ciudad capital del distrito de Rin-Hunsrück, en el estado federado de Renania-Palatinado (Alemania). Su población estimada a finales de 2016 era de 7914 habitantes.
Se encuentra ubicado en el centro del estado, en la región de Hunsrück, entre los ríos: Mosela al norte, Nahe al sur, y Rin al este.

## Historia
Capital del Palatinado-Simmern, fue ocupada por las tropas españolas durante la campaña del Palatinado entre 1620 y 1631 cuando llegan los suecos. En 1685 pasaría a manos del católico Felipe Guillermo de Neoburgo. La villa y su castillo serían destruidos por las tropas francesas el 17 de septiembre de 1689 durante la guerra de los Nueve Años.
Ocupada por tropas francesas entre 1794-1814, el Congreso de Viena la anexó al Reino de Prusia.